# Dżabal an-Nabi Szuajb
Dżabal an-Nabi Szuajb (arab. جبل النبي شعيب) - najwyższy szczyt Jemenu i całego Półwyspu Arabskiego, położony w prowincji Sana, na południowy zachód od miasta Sana. Starsze pomiary wysokości wskazywały, że szczyt miał mieć 3760 m wysokości.